# Strada europea E931
La strada europea E931  è una strada di classe B, il cui numero, dispari, indica una direzione ovest-est e il cui percorso si trova completamente in territorio italiano.  Collega Mazara del Vallo con Gela.

## Percorso
Il suo percorso corrisponde ad un tratto della Strada statale 115 Sud Occidentale Sicula. Centri principali attraversati: Castelvetrano, Menfi, Sciacca, Ribera, Porto Empedocle, Agrigento, Palma di Montechiaro, Licata.